# Aloe namibensis
Aloe namibensis es una especie de planta suculenta de la familia de los aloes. Es endémica de Namibia. Su hábitat natural son las zonas rocosas. Está tratado en peligro de extinción por pérdida de hábitat.

## Descripción
Es una planta suculenta sin tallo, erecta, que alcanza un tamaño de 0.6-1.0 m de altura, excluida la inflorescencia, por lo general  solitario. Tiene 20-32 hojas, arqueada-ascendentes,de 375-500 x 60-70 mm, glaucas. La inflorescencia 2-4-ramificado formando racimos densos, cilíndricos, con brácteas estrechamente deltoide-acuminadas. Las flores de color rojo intenso, de 20-30 mm de largo, cilíndrico-ventricosas.
Aloe namibensis se produce en el borde del desierto de Namib Central, al norte de la carretera principal entre Windhoek y Swakopmund. No penetra en áreas tan duras como Aloe asperifolia. Las precipitaciones escasas ocurren sobre todo en verano. Con nieblas se producen por la noche en todas las épocas del año.

## Taxonomía
Aloe namibensis fue descrita por Johan Wilhelm Heinrich Giess y publicado en Mitt. Bot. Staatssamml. München 8: 123, en el año 1970.
Etimología
Ver: Aloe
namibensis: epíteto geográfico que alude a su localización en Namibia.